# Rathaus Reinickendorf (stacja metra)
Rathaus Reinickendorf – stacja metra w Berlinie na linii U8, w dzielnicy Wittenau, w okręgu administracyjnym Reinickendorf. Stacja została otwarta w 1994.